# Oenanthe australis
Oenanthe australis är en flockblommig växtart som beskrevs av Franz Xaver von Wulfen och Ernst Gottlieb von Steudel. Oenanthe australis ingår i släktet stäkror, och familjen flockblommiga växter. Inga underarter finns listade i Catalogue of Life.